# Mesa Creek Trail
Le Mesa Creek Trail est un sentier de randonnée américain dans le comté de Montrose, au Colorado. Il est entièrement situé au sein du Black Canyon of the Gunnison et protégé dans la Curecanti National Recreation Area.